# ماهی پیکاسو عربی
ماهی پیکاسو عربی (نام علمی: Rhinecanthus assasi) نام یک گونه از تیره فریباماهیان است.